# Saison 12 d'American Dad!
Chronologie
Saison 11 Saison 13
La douzième saison d'American Dad! a été diffusée pour la première fois aux États-Unis sur la chaîne TBS entre le 20 octobre 2014 et le 1er juin 2015. Elle est composée de quinze épisodes. Il s'agit de la première saison diffusée sur TBS.

En France, elle a été diffusée pour la première fois à la télévision sur NRJ 12 en comptant les trois épisodes de la saison 11 dans celle-ci.

## Épisodes
| № | #  | Titre                                                                       | Réalisation                            | Scénario                                                            | Première diffusion | Code de prod. | Audience |
| --- | -- | --------------------------------------------------------------------------- | -------------------------------------- | ------------------------------------------------------------------- | ------------------ | ------------- | -------- |
| 176 | 1  | Blonde comme les blés (Les militants préfèrent les blondes) Blonde Ambition | Rodney Clouden                         | Evan Sandman et Carlo Hart Wayne Dublin, Carlo Hart et Evan Sandman | 20 octobre 2014    | 9AJN01        | 1,09     |
| Hayley essaye de faire prendre conscience aux gens l'importance de préserver l'environnement, mais en vain. Voyant que les hommes écoutent davantage les blondes, elle se teint en blond afin d'attirer plus l'attention sur ses convictions...                                                                                                   |    |                                                                             |                                        |                                                                     |                    |               |          |
| 177 | 2  | Ça glande en Thaïlande CIAPOW                                               | Jansen Yee                             | Joe Chandler et Nic Wegener                                         | 27 octobre 2014    | 9AJN02        | 1,15     |
| Stan et ses collègues se retrouvent en mission en Thaïlande pour la CIA, mais ils sont devancés par un drone. Voyant que les machines sont plus efficaces que les humains, ils décident de faire l'impossible: voler l'inhalateur du roi Rama IX. Malheureusement ils échouent et sont capturés par le gouvernement qui refuse de les relâcher... |    |                                                                             |                                        |                                                                     |                    |               |          |
| 178 | 3  | Carrément karaté Scents and Sensei-bility                                   | Tim Parsons et Jennifer Graves         | Wayne Dublin, Carlo Hart et Evan Sandman                            | 3 novembre 2014    | 9AJN05        | 1,22     |
| Steve et Snot s'inscrivent à un cours de Karaté, quelque temps plus tard Steve perd Snot et demande à Roger de l'aider, pendant ce temps Klauss est obligé de vivre dehors. |    |                                                                             |                                        |                                                                     |                    |               |          |
| 179 | 4  | Les ratés de l'autorité Big Stan on Campus                                  | Pam Cooke et Valerie Fletcher          | Brian Boyle                                                         | 10 novembre 2014   | 9AJN04        | 1,16     |
| À la suite d'une réduction du budget de la CIA, Stan accepte un travail comme agent de sécurité sur un campus... |    |                                                                             |                                        |                                                                     |                    |               |          |
| 180 | 5  | Sœurs ennemies Now and Gwen                                                 | Chris Bennett                          | Rachael Bogert et Emily Wood                                        | 17 novembre 2014   | 9AJN06        | 1,31     |
| Gwen, la sœur de Francine, vient rendre visite aux Smith... |    |                                                                             |                                        |                                                                     |                    |               |          |
| 181 | 6  | Un vœu pas si souhaitable Dreaming of a White Porsche Christmas             | Shawn Murray                           | Brian Boyle                                                         | 1er décembre 2014  | 9AJN08        | 1,10     |
| À Noël, Stan fait le vœu d'avoir une vie de célibataire semblable à celle du principal Lewis... |    |                                                                             |                                        |                                                                     |                    |               |          |
| 182 | 7  | LGBsteve LGBSteve                                                           | Joe Daniello                           | Erik Richter                                                        | 23 février 2015    | 9AJN11        | 1,10     |
| Hayley s'inscrit dans une équipe de Roller Derby... |    |                                                                             |                                        |                                                                     |                    |               |          |
| 183 | 8  | Matinée mimosa Morning Mimosa                                               | Josue Cervantes                        | Ali Waller                                                          | 2 mars 2015        | 9AJN07        | 1,15     |
| Francine va ignorer Steve après que celui-ci lui ait manqué de respect... |    |                                                                             |                                        |                                                                     |                    |               |          |
| 184 | 9  | Liaison modérément dangereuse My Affair Lady                                | Joe Daniello                           | Teresa Hsiao                                                        | 9 mars 2015        | 9AJN03        | 1,15     |
| Roger convainc Hayley d'être son coach de vie... |    |                                                                             |                                        |                                                                     |                    |               |          |
| 185 | 10 | Une étoile est Renée A Star Is Reborn                                       | Rodney Clouden                         | Brett Cawley et Robert Maitia                                       | 16 mars 2015       | 9AJN09        | 1,11     |
| Stan et Francine se rendent à Hollywood... |    |                                                                             |                                        |                                                                     |                    |               |          |
| 186 | 11 | L'auteur est à la hauteur Manhattan Magical Murder Mystery Tour             | Jansen Yee                             | Kirk J. Rudell                                                      | 23 mars 2015       | 9AJN10        | 1,02     |
| À la suite de la sortie de son premier livre, Francine se rend à New York pour une récompense. Déroulette et Lagambette profitent de l'occasion pour mener une nouvelle enquête... |    |                                                                             |                                        |                                                                     |                    |               |          |
| 187 | 12 | Mini-hiatus miniature The Shrink                                            | Pam Cooke et Valerie Fletcher          | Brett Cawley et Robert Maitia                                       | 30 mars 2015       | 9AJN12        | 1,11     |
| Stan voit un psy après avoir frôlé la mort... |    |                                                                             |                                        |                                                                     |                    |               |          |
| 188 | 13 | Zut alors ! Jeff revient ! Holy Shit, Jeff's Back!                          | Tim Parsons et Jennifer GravesFletcher | Joe Chandler et Nic Wegener                                         | 18 mai 2015        | 9AJN13        | 1,18     |
| Jeff est de retour sur Terre ! |    |                                                                             |                                        |                                                                     |                    |               |          |
| 189 | 14 | Plus on est de fung, plus on riz American Fung                              | Chris Bennett                          | Greg Cohen                                                          | 25 mai 2015        | 9AJN14        | 0,91     |
| Stan oublie une nouvelle fois son anniversaire de mariage... |    |                                                                             |                                        |                                                                     |                    |               |          |
| 190 | 15 | SOS SMS Seizures Suit Stanny                                                | Josue Cervantes                        | Erik Durbin                                                         | 1er juin 2015      | 9AJN15        | 1,11     |
| Stan interdit à Hayley d'écrire des SMS en conduisant... |    |                                                                             |                                        |                                                                     |                    |               |          |